# Торкильд Фьельдстед
Торкильд Фьельдстед (фар. Thorkild Fjeldsted; 1740, Исландия — 19 ноября  1796, Тронхейм, Норвегия) — норвежский и фарерский юрист, государственный деятель, судья, лёгмаур (фар. Løgmaður, правитель, премьер-министр Фарерских островов) (1769–1772).
С 1763 по 1769 год занимался юридической практикой в Копенгагене. С 1769 по 1772 год был лёгмауром (премьер-министром) Фарерских островов. На этом посту его сменил Якоб Хвединг.
Позже вернулся в Норвегию. С 1772 по 1778 год был губернатором фюльке Финнмарк. В 1778–1780 годах служил губернатором  Борнхольма в Дании. С 1780 по 1786 год работал судьёй в Кристиансанне. В 1786 году был назначен губернатором Тронхейма и занимал этот пост до смерти в 1796 года. Умер в Тронхейме.